# Spring Valley (Nevada)
Pour les articles homonymes, voir Spring Valley.
Spring Valley est une ville non incorporée du comté de Clark, au Nevada, États-Unis, située à quelques kilomètres à l'ouest de Las Vegas Strip. La population du secteur est estimée à 178 395 habitants (2006), sur une superficie de 86,4 km2.
Pardee Homes a commencé à construire un secteur nouveau appelé Spring Valley au sud-ouest de la ville de Las Vegas au milieu des années 1970. En 1981, les habitants demandent et obtiennent le droit de fonder une cité non incorporée.
Le secteur est organisé à l'intérieur d'un périmètre défini par les frontières suivantes : Sahara Avenue au nord, Decatur Boulevard  à l'est, Warm Springs Road au sud, et Hualapai Way à l'ouest. Le secteur est à dominante résidentielle, reliée à Las Vegas par de larges boulevards.

## Démographie
| Groupe            | Spring Valley | Nevada | États-Unis |
| ----------------- | ------------- | ------ | ---------- |
| Blancs            | 57,9          | 66,2   | 72,4       |
| Asiatiques        | 17,4          | 7,2    | 4,8        |
| Afro-Américains   | 9,8           | 8,1    | 12,6       |
| Autres            | 8,6           | 12,0   | 6,2        |
| Métis             | 5,0           | 4,7    | 2,9        |
| Océaniens         | 0,8           | 0,6    | 0,2        |
| Amérindiens       | 0,6           | 1,2    | 0,9        |
| Total             | 100           | 100    | 100        |
|                   |               |        |            |
| Latino-Américains | 20,6          | 26,5   | 16,7       |

Selon l'American Community Survey, pour la période 2011-2015, 59,52 % de la population âgée de plus de 5 ans déclare parler l'anglais à la maison, 15,95 % l'espagnol, 5,18 % une langue chinoise, 4,93 % le tagalog, 2,94 % une langue africaine, 1,38 % le coréen, 1,30 % le vietnamien, 0,80 % l'arménien, 0,73 % le serbo-croate, 0,60 % le russe et 6,67 % une autre langue.